# درد پاشنه کف پا
درد پاشنه کف پا (انگلیسی: Plantar fasciitis) اختلال نیام کفپایی یا بافت همبندی است که قوس کف پا را نگه می‌دارد و منجر به درد در پاشنه و پایین پا می‌شود. این درد معمولاً در اولین قدم‌های روز یا پس از یک دوره استراحت شدیدتر است.